# Siarhiej Wituszka
Siarhiej Wituszka (biał. Сяргей Вітушка; ur. 10 kwietnia 1965 w Chyści koło Mołodeczna) – białoruski działacz społeczny i oświatowy, historyk i polityk.
Ukończył historię na Białoruskim Uniwersytecie Państwowym, po czym pracował w stołecznym Muzeum Bahdanowicza oraz jako nauczyciel. W 1991 roku przeniósł się do Wilna, gdzie dostał zatrudnienie w białoruskiej sekcji radia litewskiego. W latach 1993–1997 był dyrektorem Liceum Białoruskiego im. Franciszka Skaryny w Wilnie. Stał również na czele Muzeum Białoruskiego im. Antona Łuckiewicza oraz stowarzyszenia „Siabrina”.